# Mesogastropoda
Ordre
Classification phylogénétique
- mollusques
  - solénogastres
  - caudofovéates
  - eumollusques
    - polyplacophores
    - conchifères
      - monoplacophores
      - ganglioneures
        - viscéroconques
          - gastéropodes
          - céphalopodes

        - diasomes
          - bivalves
          - scaphopodes

Les Mesogastropoda forment un ordre de mollusques appartenant à la classe des gastéropodes.
La phylogénie des gastéropodes étant encore mal comprise, cet ordre n'est pas toujours valide suivant les classifications. WoRMS la considère paraphylétique, et redistribue ses familles dans les Caenogastropoda.

## Liste des familles
Selon ITIS (22 octobre 2014) :
- famille Abyssochrysidae
- famille Aciculidae
- famille Aporrhaidae Morch, 1852
- famille Asterophilidae
- famille Chondropomidae
- famille Choristeidae Verrill, 1882
- famille Cingulopsidae
- famille Cochlostomatidae
- famille Diastomidae Cossman, 1895
- famille Fossaridae Trachel, 1861
- famille Hydrococcidae
- famille Iravadiidae
- famille Lacunidae Gill, 1871
- famille Melanopsidae
- famille Micromelaniidae
- famille Omalaxidae
- famille Paedophoropodidae
- famille Pilidae
- famille Pomatiopsidae
- famille Pseudosacculidae
- famille Stenothyridae
- famille Stiliferidae
- famille Struthiolariidae
- famille Syrnolopsidae
- famille Trachysmidae
- famille Trochaclisidae
- super-famille Cyclophoroidea
- super-famille Viviparoidea

## Liste des super-familles
- Cyclophoroidea
- Heteropoda Lamarck, 1901
- Viviparoidea